# 'A collezione
'A collezione è una serie di sei raccolte discografiche di Mario Merola pubblicata nel 2008.

## Album

### 'O mare'e margellina
1. O Mare 'e Margellina – 3:35 (A. Califano - R. Falco)
2. Surdate – 2:45 (L. Bovio - E. Nardella)
3. Canzone Marinaresca – 3:08 (E. Scala - R. Bossi)
4. Pusilleco Addiruso – 1:50 (E. Murolo - S. Gambardella)
5. A Voce 'e Mamma – 3:38 (G. Russo - F. Genta)
6. A Fede – 3:18 (Anepeta - Letico)
7. Surriento d''e Nnammurate – 2:40 (E. Bonagura - L. Benedetto)
8. Fantasia – 2:32 (L. Bovio - N. Valente)
9. Tu Stasera si' Pusilleco – 4:11 (Amato - E. Buonafede)
10. T'Aspetto a maggio – 4:01 (Duro - Acampora - Scuotto - Esposito)
11. Comm'a nu Sciummo – 2:39 (Barrucci - Palumbo - Esposito - Gregoretti)
12. Mbrellino 'e seta – 2:22 (Russo - Sasso - Genta)
13. N'ata Passione – 3:21 (Chiarazzo - Buonafede)
14. Doce 'e o Silenzio – 3:50 (Martingano - Monetti)

### 'A sciurara
1. Rosa 'Nfamità (Mallozzi - Gallo - Belluccio)
2. 'A Sciurara (V. De Crescenzo - V. Acampora)
3. Ciento Catene (A. Chiarazzo - R. Ruocco)
4. Dduie Sciure Arancio (Amendola - Aterrano)
5. Canciello 'e Cunvento (Mallozzi - Sciotto - Gatto)
6. Freva 'e Gelusia (A. Chiarazzo - S. Palligiano)
7. E Quatte Vie (E. Schiano - V. Manzoni - A. Campofiori)
8. Malommo (V. Annona - P. Avitabile - De Dominicis)
9. Suonno 'e Cancelle (Pulcarano - Campagnoli)
10. Allegretto... Ma non Troppo (De Crescenzo - D'Annibale)
11. L'ultima 'Nfamità (Dura - Aterrano)
12. 'E Bonanotte 'a Sposa (Mallozzi - Gallo - Avitabile)
13. Cchiù Fforte 'e Me (Martucci - Colosimo - Landi)
14. Schiavo Senza Catene (V. Annona - De Dominicis)

### Malommo[2]
1. Malommo (V. Annona - P. Avitabile - De Dominicis)
2. Acale 'e Scelle (Negri - De Angelis)
3. 'E Bonanotte 'a Sposa (Malozzi - Gallo - Avitabile)
4. 'A Bandiera (Franzese - Di Fiori - A. Esposito)
5. Mamma Schiavone (Barrucci - Scotto - Di Carlo - Di Gennaro - Esposito)
6. Che Chiagne a Ffà (V. Annona - Donadio - V. Acampora)
7. Femmene e Tammorre (Bonagura - Lumini - Bonagura)
8. Malaspia (De Crescenzo - Acampora)
9. Carmela Spina (Dura - Rossetti)
10. Suonno 'e Cancelle (Pulcrano - Campagnoli)

### Surriento d' 'e nnammurate
1. 'A Voce 'e Mamma (G. Russo - F. Genta)
2. Ciento Catene (A. Chiarazzo - R. Ruocco)
3. Dduje Sciure Arancio (Amendola - Aterrano)
4. 'A Prucessione (Chiarazzo - Scotto - Di Carlo - Ruocco)
5. Senza Guapparia (G. Pisano - E. Alfieri)
6. A Fede (L'Urdemo Bicchiere) (G. Anepeta - Letico)
7. Dipende 'a te (Sgueglia - G. Esposito)
8. Surriento d' 'e nnammurate (E. Bonagura - L. Benedetto)
9. 'Nu Capriccio (Riccardi - Rico - Sorrentino)
10. Canciello 'e cunvento (Malozzi - Sciotti - Gatto)
11. Tengo a mamma ca m'aspetta (Malozzi - Marigliano - Colosimo)

### Fantasia
1. Freve 'e Gelusia (A. Chiarazzo - S. Palliggiano)
2. Te Chiammava Maria (Franzese - Giordano)
3. Luna Dispettosa (G. Palumbo - D. Giordano)
4. Ammanettato (Acampora - De Crescenzo)
5. Fantasia (L. Bovio - N. Valente)
6. 'E Warchettelle (Marigliano - Di Domenico)
7. Cchiù Fforte 'e Me (Martucci - Colosimo - Landi)
8. Malasera (R. Fiore - F. Rendine)
9. 'E Quatte Vie (E. Sonano - V. Manzoni - A. Campofiori)
10. Mbrellino 'e Seta (Russo - Sasso - Genta)
11. Schiavo senza Catene (V. Annona - De Dominicis)
12. 'A Voce 'e Mamma (G. Russo - F. Genta)

### Comm' 'a 'nu sciummo[3]
1. Comm' 'a 'nu Sciummo (Barrucci - Palumbo - Esposito - Gregoretti)
2. Uocchie 'e Mare (Palumbo - Avitabile - Esposito)
3. Allegretto... Ma non Troppo (De Crescenzo - D'Annibale)
4. Dal Vesuvio con Amore (Chiarazzo - E. Buonafede)
5. Doce 'e 'o Silenzio (Martignano - Monetti)
6. Parola D'Onore (Malozzi - Bellucci - Gallo)
7. Tu me Lasse (Aiello - Cirillo)
8. Se n'e' Ghiuta (De Crescenzo - Acampora)
9. 'Nu Poco 'e Tutte Cose (Frisoli - Aterrano)
10. Velo Niro (Mallozzi - Gallo - Cardinale)
11. Ddoje vote Carcerato (Ambra - Sigillo)
12. N'Ata Passione (Chiarazzo - Buonafede)